# 田中照代
田中 照代（たなか てるよ、1959年5月24日 - ）は、車いすの陸上競技・マラソン選手。岐阜県出身、 ASSA-TC 所属。 IPC 陸上競技クラス T52 、身長150cm、体重40kg 。
1996年、アトランタパラリンピック 800m を世界新記録で金メダルを獲得、2000年、シドニーパラリンピック 200m 、 800m 、 1500m 銀メダル、2008年、北京パラリンピック 100m 銅メダル。クラス T52 の 800m の世界記録、 400m のアジア記録、日本記録などを樹立した。

## 経歴
1959年5月24日、岐阜県土岐市生まれ。1973年、交通事故で頸椎を損傷し入院治療。1978年、多治見西高等学校卒業後、国立障害者リハビリテーションセンターに入所。1983年、松坂屋に入社1年目にスポーツ事故で再度頸椎を損傷し、麻痺が残り車いす生活になる。1985年、リハビリの為にと車いすバスケットボールを始め、1988年、車いすの操作の向上のためスラロームを始めた。
1991年、国際ストーク・マンデビル競技大会出場。1994年、ドイツ・ベルリンで開催された IPC 陸上競技世界選手権大会 800m 優勝。1996年、アトランタパラリンピック 800m で金メダルを獲得。1998年、イギリス・バーミンガムで開催されたIPC陸上競技世界選手権大会 200m 、 800m 優勝、11月の大分国際車いすマラソンのハーフマラソンで優勝した。1999年10月にニュージーランドで開催された世界車いす競技大会では、 200m 、 400m 、 800m 、 1500m の4種目で優勝した。2000年、シドニーパラリンピック  200m 、 800m 、 1500m の3種目で銀メダルを獲得した。
世界レベル大会の競技縮小で中距離種目がなくなったため、2007年、短距離に転向。2008年、北京パラリンピック 100m 銅メダル、 200m で4位に入賞した。
2016年のリオパラリンピックでは、日本パラ陸上競技連盟から日本パラリンピック委員会への推薦順位女子6位で名が挙がっていたが、「体調不良のため本人より出場の辞退届」が出された。

## 自己ベスト・記録
| 種目                              | 記録      | 年月日       | 大会                                  | 備考                |
| --------------------------------- | --------- | ------------ | ------------------------------------- | ------------------- |
| 400m T52                          | 1分15秒46 | 2016年7月3日 | 第21回関東パラ陸上競技選手権大会      | アジア記録 日本記録 |
| 800m T52                          | 2分18秒25 | 1999年6月6日 | 第4回関東身体障害者陸上競技選手権大会 | 日本記録            |
| 太字は2016年9月末現在保持する記録 |           |              |                                       |                     |

## 主な成績

### 国際大会
| 年月                                                                   | 大会                             | 開催地                               | 結果 | 種目      | 風 m/s | 記録      | 備考          |
| ---------------------------------------------------------------------- | -------------------------------- | ------------------------------------ | ---- | --------- | ------ | --------- | ------------- |
| 1991年                                                                 | 国際ストーク・マンデビル競技大会 | イギリス                             |      |           |        |           | [ 3 ]         |
| 1994年7月                                                              | 1994 IPC 陸上競技世界選手権大会  | ドイツ・ベルリン                     | 2位  | 200m T51  |        | 40秒86    |               |
| 1994年7月                                                              | 1994 IPC 陸上競技世界選手権大会  | ドイツ・ベルリン                     | 1位  | 800m T52  | -      | 2分44秒63 | CR AR WR      |
| 1994年7月                                                              | 1994 IPC 陸上競技世界選手権大会  | ドイツ・ベルリン                     |      | 1500m T51 | -      |           |               |
| 1996年8月                                                              | 第10回パラリンピック             | アメリカ合衆国アトランタ             | 6位  | 200m T52  |        | 44秒39    | [ 9 ]         |
| 1996年8月                                                              | 第10回パラリンピック             | アメリカ合衆国アトランタ             | 6位  | 400m T52  | -      | 1分25秒75 | [ 9 ]         |
| 1996年8月                                                              | 第10回パラリンピック             | アメリカ合衆国アトランタ             | 1位  | 800m T52  | -      | 2分43秒17 | WR            |
| 1998年8月                                                              | 1998 IPC 陸上競技世界選手権大会  | イギリス・バーミンガム               | 1位  | 200m T53  |        | 42秒63    |               |
| 1998年8月                                                              | 1998 IPC 陸上競技世界選手権大会  | イギリス・バーミンガム               | 1位  | 800m T53  | -      | 2分48秒04 |               |
| 1998年8月                                                              | 1998 IPC 陸上競技世界選手権大会  | イギリス・バーミンガム               | 2位  | 1500m T53 | -      | 4分58秒44 |               |
| 1999年10月                                                             | 世界車いす競技大会               | ニュージーランド・クライストチャーチ | 1位  | 200m      |        |           | [ 3 ]         |
| 1999年10月                                                             | 世界車いす競技大会               | ニュージーランド・クライストチャーチ | 1位  | 400m      | -      |           | [ 3 ]         |
| 1999年10月                                                             | 世界車いす競技大会               | ニュージーランド・クライストチャーチ | 1位  | 800m      | -      |           | [ 3 ]         |
| 1999年10月                                                             | 世界車いす競技大会               | ニュージーランド・クライストチャーチ | 1位  | 1500m     | -      |           | [ 3 ]         |
| 2000年1月                                                              | MAA Summer Down Under            | オーストラリア・シドニー             |      | 400m T52  | -      | 1分15秒61 | NR            |
| 2000年10月                                                             | 第11回パラリンピック             | オーストラリア・シドニー             | 2位  | 200m T52  |        | 41秒25    | [ 11 ]        |
| 2000年10月                                                             | 第11回パラリンピック             | オーストラリア・シドニー             | 2位  | 800m T52  | -      | 2分29秒66 | [ 11 ]        |
| 2000年10月                                                             | 第11回パラリンピック             | オーストラリア・シドニー             | 2位  | 1500m T52 | -      | 4分42秒17 | [ 11 ]        |
| 2008年9月                                                              | 第13回パラリンピック             | 中国北京市                           | 3位  | 100m T52  | +0.3   | 21秒33    | [ 12 ] [ 13 ] |
| 2008年9月                                                              | 第13回パラリンピック             | 中国北京市                           | 4位  | 200m T52  | -0.5   | 40秒36    | [ 12 ] [ 13 ] |
| 2011年1月                                                              | 2011 IPC 陸上競技世界選手権大会  | ニュージーランド・クライストチャーチ | 3位  | 100m T52  | -1.9   | 23秒10    | [ 8 ] [ 14 ]  |
| 2011年1月                                                              | 2011 IPC 陸上競技世界選手権大会  | ニュージーランド・クライストチャーチ | 3位  | 200m T52  | +0.3   | 41秒92    | [ 8 ] [ 14 ]  |
| 2011年1月                                                              | 2011 IPC 陸上競技世界選手権大会  | ニュージーランド・クライストチャーチ | 3位  | 400m T52  | -      | 1分19秒34 | [ 8 ] [ 14 ]  |
| 2011年1月                                                              | 2011 IPC 陸上競技世界選手権大会  | ニュージーランド・クライストチャーチ | 3位  | 800m T52  | -      | 2分41秒38 | AR            |
| 2012年8月・9月                                                         | 第14回パラリンピック             | イギリス・ロンドン                   | 6位  | 100m T52  | -1.9   | 22秒15    | [ 15 ] [ 16 ] |
| 2012年8月・9月                                                         | 第14回パラリンピック             | イギリス・ロンドン                   | 5位  | 200m T52  | -0.3   | 39秒04    | [ 15 ] [ 16 ] |
| 2017年7月                                                              | 世界パラ陸上競技選手権大会 2017  | イギリス・ロンドン                   | 1位  | 100m T52  | -0.2   | 23秒09    | NM種目        |
| 2017年7月                                                              | 世界パラ陸上競技選手権大会 2017  | イギリス・ロンドン                   | 1位  | 400m T52  | -      | 1分21秒20 | NM種目        |
| AR エリア（アジア）記録 \| CR 選手権記録 \| NR 日本記録 \| WR 世界記録 |                                  |                                      |      |           |        |           |               |

### 国内大会

#### トラック競技
| 年月日                                                | 大会                                                                   | 開催地       | 結果  | 種目     | 風 m/s | 記録      | 備考   |
| ----------------------------------------------------- | ---------------------------------------------------------------------- | ------------ | ----- | -------- | ------ | --------- | ------ |
| 1989年                                                | 全国身体障害者スポーツ大会                                             | 札幌市       |       |          |        |           | [ 3 ]  |
| 1998年10月                                            | ジャパンパラリンピック陸上競技大会                                     |              | 1位   | 800m     | -      |           | [ 3 ]  |
| 1998年10月                                            | ジャパンパラリンピック陸上競技大会                                     | 1位          | 1500m | -        |        | [ 3 ]     |        |
| 1999年6月6日                                          | 第4回関東身体障害者陸上競技選手権大会                                  | 東京都町田市 |       | 800m T52 | -      | 2分18秒25 | NR     |
|                                                       | ジャパンパラ陸上競技大会                                               |              |       | 400m T52 | -      | 1分17秒79 | GR     |
|                                                       | ジャパンパラ陸上競技大会                                               |              |       | 800m T52 | -      | 2分35秒30 | GR     |
|                                                       | 日本身体障害者陸上競技選手権大会                                       |              |       | 800m T52 | -      | 2分28秒48 | GR     |
| 2011年9月24日・25日                                   | 2011 ジャパンパラリンピック陸上競技大会                                | 大分市       | 1位   | 100m T52 | +0.9   | 21秒65    | [ 22 ] |
| 2011年9月24日・25日                                   | 2011 ジャパンパラリンピック陸上競技大会                                | 大分市       | 1位   | 200m T52 | +1.7   | 38秒83    | GR     |
| 2012年6月2日・3日                                     | 2012 ジャパンパラ陸上競技大会 兼第23回日本身体障害者陸上競技選手権大会 | 大阪市       | 1位   | 100m T52 | +2.9   | 21秒59    | 参考   |
| 2012年6月2日・3日                                     | 2012 ジャパンパラ陸上競技大会 兼第23回日本身体障害者陸上競技選手権大会 | 大阪市       | 1位   | 200m T52 | +0.2   | 41秒83    | [ 23 ] |
| 2013年9月7日・8日                                     | 2013 ジャパンパラ陸上競技大会                                          | 山口市       | 1位   | 100m T52 | -1.1   | 22秒87    | [ 24 ] |
| 2013年9月7日・8日                                     | 2013 ジャパンパラ陸上競技大会                                          | 山口市       | 1位   | 200m T52 | -0.1   | 41.84     | [ 24 ] |
| 2014年6月7日・8日                                     | 第25回日本身体障害者陸上競技選手権大会                                 | 大阪市       | 1位   | 100m T52 | +0.0   | 22秒64    | [ 21 ] |
| 2014年6月7日・8日                                     | 第25回日本身体障害者陸上競技選手権大会                                 | 大阪市       | 1位   | 400m T52 | -      | 1分24秒59 | [ 21 ] |
| 2014年9月6日・7日                                     | 2014 ジャパンパラ陸上競技大会                                          | 山口市       | 1位   | 100m T52 | +1.8   | 22秒12    | [ 20 ] |
| 2014年9月6日・7日                                     | 2014 ジャパンパラ陸上競技大会                                          | 山口市       | 1位   | 200m T52 | -0.4   | 42秒80    | [ 20 ] |
| 2014年9月6日・7日                                     | 2014 ジャパンパラ陸上競技大会                                          | 山口市       | 1位   | 400m T52 | -      | 1分22秒14 | [ 20 ] |
| 2016年7月2日・3日                                     | 第21回関東パラ陸上競技選手権大会                                       | 東京都町田市 | 1位   | 100m T52 | -1.0   | 22秒13    | [ 7 ]  |
| 2016年7月2日・3日                                     | 第21回関東パラ陸上競技選手権大会                                       | 東京都町田市 | 1位   | 400m T52 | -      | 1分15秒46 | AR NR  |
| AR エリア（アジア）記録 \| GR 大会記録 \| NR 日本記録 |                                                                        |              |       |          |        |           |        |

#### マラソン
| 年月日        | 大会                             | 開催地 | 結果 | クラス  | 記録          | 備考          |
| ------------- | -------------------------------- | ------ | ---- | ------- | ------------- | ------------- |
| 1992年11月1日 | 第12回大分国際車いすマラソン大会 | 大分市 | 2位  | クラス2 | 3時間00分32秒 | 男女総合160位 |

#### ハーフマラソン
| 年月日         | 大会                                  | 開催地           | 結果 | クラス  | 記録          | 備考          |
| -------------- | ------------------------------------- | ---------------- | ---- | ------- | ------------- | ------------- |
| 1989年11月5日  | 第9回大分国際車いすマラソン大会       | 大分市           | 3位  | クラス1 | 1時間35分45秒 | 男女総合142位 |
| 1990年10月28日 | 第10回大分国際車いすマラソン大会      | 大分市           | 2位  | クラス2 | 1時間27分13秒 | 男女総合154位 |
| 1991年11月4日  | 第11回大分国際車いすマラソン大会      | 大分市           | 2位  | クラス2 | 1時間22分07秒 | 男女総合146位 |
| 1992年10月30日 | 第13回大分国際車いすマラソン大会      | 大分市           |      |         | DNF           | [ 33 ]        |
| 1994年10月30日 | 第14回大分国際車いすマラソン大会      | 大分市           | 2位  | クラス2 | 1時間16分42秒 | 男女総合119位 |
| 1995年10月29日 | 第15回大分国際車いすマラソン大会      | 大分市           | 2位  | クラス2 | 1時間14分29秒 | 男女総合127位 |
| 1998年6月21日  | 第9回はまなす全国車いすマラソン大会   | 札幌市           | 1位  |         |               | 女子総合2位   |
| 1998年9月27日  | 第10回全国車いすマラソン大会          | 兵庫県篠山市     | 1位  |         |               | [ 3 ]         |
| 1998年11月1日  | 第18回大分国際車いすマラソン大会      | 大分市           | 1位  | クラス2 | 1時間06分47秒 | 男女総合86位  |
| 2000年11月12日 | 第20回大分国際車いすマラソン大会      | 大分市           | 1位  | クラス2 | 1時間04分26秒 | 女子総合3位   |
| 2005年4月17日  | 第1回長野車いすマラソン大会           | 長野市           | 3位  |         | 1時間16分43秒 | [ 41 ]        |
| 2006年12月3日  | 日産カップ追浜チャンピオンシップ 2006 | 神奈川県横須賀市 | 1位  | T52     | 1時間11分09秒 | 男女総合35位  |
| 2007年4月15日  | 第3回長野車いすマラソン大会           | 長野市           | 2位  | T52     | 1時間11分51秒 | [ 43 ]        |

#### クォーターマラソン
| 年月日        | 大会                                        | 開催地   | 結果 | クラス    | 記録     | 備考   |
| ------------- | ------------------------------------------- | -------- | ---- | --------- | -------- | ------ |
| 2014年3月9日  | 名古屋ウィメンズホイールチェアマラソン 2014 | 名古屋市 | 7位  |           | 37分06秒 | [ 44 ] |
| 2015年3月8日  | 名古屋ウィメンズホイールチェアマラソン 2015 | 名古屋市 | 8位  |           | 34分22秒 | [ 44 ] |
| 2016年3月13日 | 名古屋ウィメンズホイールチェアマラソン 2016 | 名古屋市 | 9位  |           | 38分34秒 | [ 44 ] |
| 2017年3月12日 | 名古屋ウィメンズホイールチェアマラソン 2017 | 名古屋市 | 1位  | T33/51/52 | 35分15秒 | [ 44 ] |

## 受賞
- 厚生労働大臣表彰（1996年、2000年、2008年）[3]
- 愛知県知事表彰（1996年、2000年、2008年）[3]
- 名古屋市スポーツ功労賞（1996年、2000年、2008年）[3]
- 東海テレビスポーツ選奨（1996年）[3]
- 岐阜県民栄誉賞（1996年、2000年、2008年）[3]
- 土岐市長賞（1996年）[3]
- 土岐市長表彰（2000年、2008年）[3]
- 土岐市功労章（2008年）[45]